# Вилачидро
Вилачѝдро (на италиански: Villacidro; на сардински: Biddacìdru, Бидачидру) е град и община в Италия, един от двата административни центъра на провинция Южна Сардиния, на остров и автономен регион Сардиния. Разположен е на 267 m надморска височина. Населението на града е 14 454 души (към 31 декември 2010).